# Este Mundo
| Críticas profissionais                                                      | Críticas profissionais |
| Avaliações da crítica                                                       | Avaliações da crítica  |
| Fonte                                                                       | Avaliação              |
| --------------------------------------------------------------------------- | ---------------------- |
| AllMusic                                                                    | [ 1 ]                  |
| Esta tabela precisa de ser acompanhada por texto em prosa. Consulte o guia. |                        |

Este Mundo é o quinto álbum de estúdio da banda Gipsy Kings, lançado em julho de 1991.
O disco atingiu o nº 5 do Latin Pop, o nº 120 da Billboard 200, o nº 2 do Top World Music Albums e o nº 13 Top Latin Albums. O single "Baila Me" atingiu o nº 9 do Hot Latin Tracks.

## Faixas
Todas as músicas por Gipsy Kings, exceto onde indicado.
| N.º | Título                                          | Duração |  |
| 1.  | "Baila Me"                                      | 3:44    |  |
| 2.  | "Sin Ella"                                      | 3:55    |  |
| 3.  | "Habla Me"                                      | 4:06    |  |
| 4.  | "Lagrimas"                                      | 2:54    |  |
| 5.  | "Oy"                                            | 4:50    |  |
| 6.  | "Mi Vida"                                       | 3:52    |  |
| 7.  | "El Mauro" (Amigo, El Pele, Gipsy Kings, Queco) | 4:37    |  |
| 8.  | "No Volveré"                                    | 3:48    |  |
| 9.  | "Furia"                                         | 2:35    |  |
| 10. | "Oh Maï"                                        | 3:12    |  |
| 11. | "Ternuras"                                      | 3:21    |  |
| 12. | "Este Mundo"                                    | 4:11    |  |

## Créditos
- Diego Baliardo - Guitarra
- Tonino Baliardo - Guitarra, vocal, vocal de apoio
- Jahloul "Chico" Bouchikhi - Guitarra, Palmas
- Canut Reyes - Guitarra, vocal, vocal de apoio
- Nicolás Reyes - Guitarra, vocal, vocal de apoio
- Patchai Reyes - Guitarra, vocal, vocal de apoio